# 河間郡
河間郡（かかん-ぐん）は、中国にかつて存在した郡。漢代から唐代にかけて、現在の河北省滄州市一帯に設置された。

## 概要
紀元前203年（高帝4年）、張耳が趙王となり、趙国が置かれた。紀元前198年（高帝9年）、代王劉如意が趙王となった。紀元前178年（文帝2年）、劉辟彊が河間王となり、趙国から河間国が分割設置された。前漢の河間国は冀州に属し、楽成・候井・武隧・弓高の4県を管轄した。王莽のとき、朔定郡と改められた。
後漢が建てられると、河間郡と改称された。31年（建武7年）、劉邵が河間王となり、河間国と改められた。37年（建武13年）、河間王劉邵が楽成侯に降格され、河間国は廃止されて、その地は信都郡に編入された。90年（永元2年）、劉開が河間王となると、再び河間国が置かれた。後漢の河間国は楽成・弓高・易・武垣・中水・鄚・高陽・文安・束州・成平・東平舒の11県を管轄した。
晋のとき、河間国は楽城・武垣・鄚・易城・中水・成平の6県を管轄した。
北魏の初年に河間郡は定州に属した。487年（太和11年）、瀛州が定州から分割されて立てられると、河間郡は瀛州に転属した。北魏の河間郡は武垣・楽城・中水・鄚の4県を管轄した。
583年（開皇3年）、隋が郡制を廃すると、河間郡は廃止されて、瀛州に編入された。607年（大業3年）に州が廃止されて郡が置かれると、瀛州は河間郡と改称された。河間郡は河間・文安・楽寿・束城・景城・高陽・鄚・博野・清苑・長蘆・平舒・魯城・饒陽の13県を管轄した。
621年（武徳4年）、唐が竇建徳を滅ぼすと、河間郡は瀛州と改められた。742年（天宝元年）、瀛州は河間郡と改称された。758年（乾元元年）、河間郡は瀛州と改称され、河間郡の呼称は姿を消した。